# Gottfried III. (Sponheim)
Gottfried III. (* vor 1183; † 1218) war Graf der Grafschaft Sponheim.

## Leben und Wirken
Gottfried III. ist vermutlich 1175 geboren. Die genauen Umstände seiner Verwandtschaft (Vater, Brüder) sind unklar. 1202 heiratete er Adelheid von Sayn († 1263). Adelheid war die Schwester und damit Erbin des letzten Grafen von Sayn Heinrich III., der 1246 oder 1247 kinderlos starb. Später fielen Teile der Grafschaft Sayn an Gottfrieds Sohn Johann I., den Begründer der Linie Sponheim-Starkenburg. 
Gottfried erbaute die Kauzenburg bei Kreuznach und geriet deswegen mit dem Hochstift Speyer in Konflikt. 1218 nahm Gottfried am fünften Kreuzzug teil und verlor dabei sein Leben.
Seine Witwe Adelheid von Sayn heiratete in 2. Ehe Eberhard IV. von Eberstein, Inhaber der Herrschaft Stauf und Bruder des Speyerer Bischofs Konrad von Eberstein († 1245). Das Paar stiftete 1241 Kloster Rosenthal (Pfalz).

## Nachkommen
- Johann I., Begründer der Linie Starkenburg (Hintere Grafschaft) und Erbe von Sayn
- Heinrich, Begründer der Linie Sponheim-Heinsberg
- Simon I., Begründer der Linie Kreuznach (Vordere Grafschaft)
- Gottfried, Propst von St. Georg in Köln und St. Cassius in Bonn
- Walram, Domherr in Köln